# Dachov (Miřetice)
Dachov (německy Dachau) je vesnice, část obce Miřetice v okrese Chrudim. Nachází se asi 1 km na jihovýchod od Miřetic. V roce 2009 zde bylo evidováno 85 adres. V roce 2001 zde trvale žilo 192 obyvatel.
Dachov leží v katastrálním území Miřetice u Nasavrk o výměře 9,15 km2.

## Galerie

Dachov
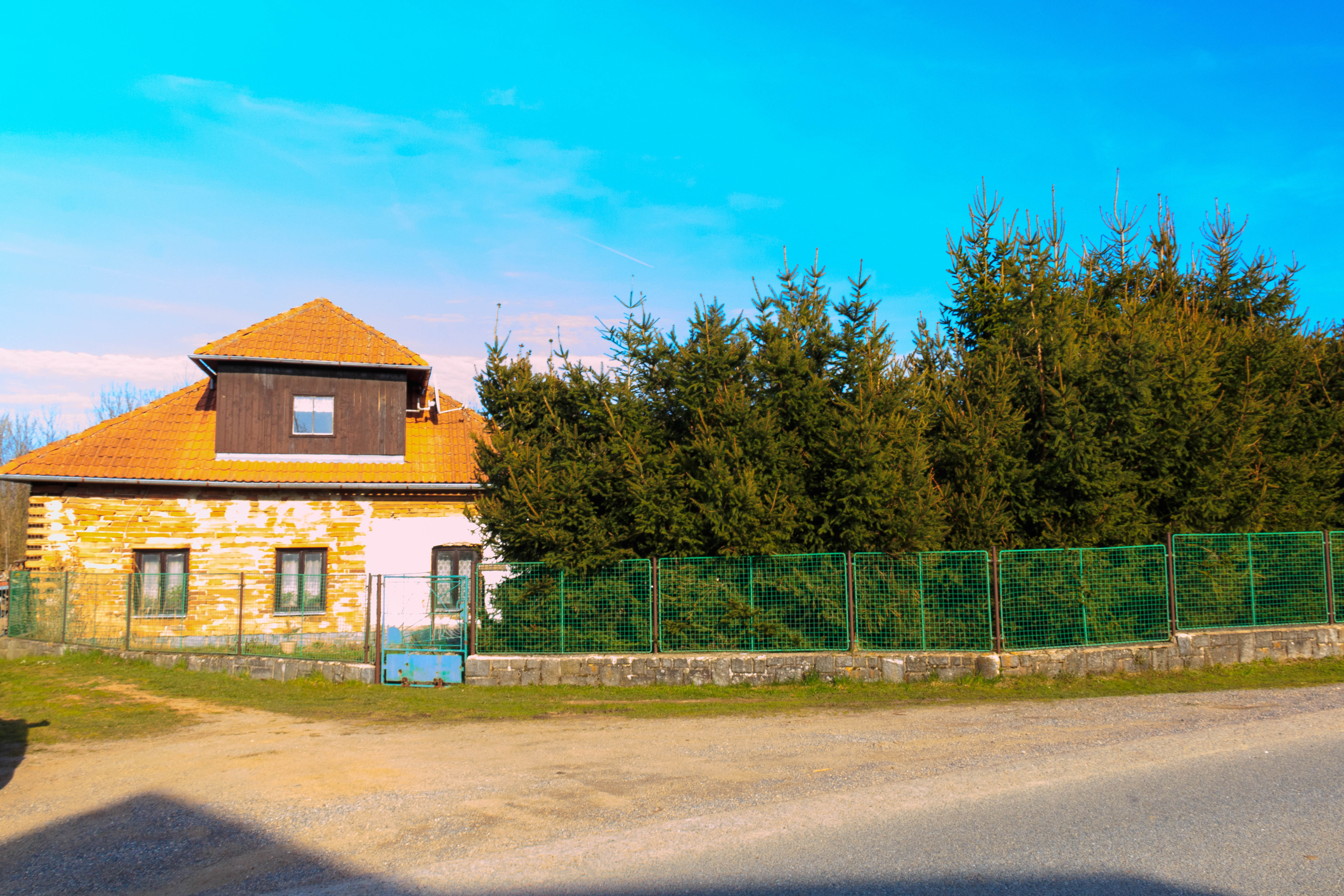
Dům č.p. 14
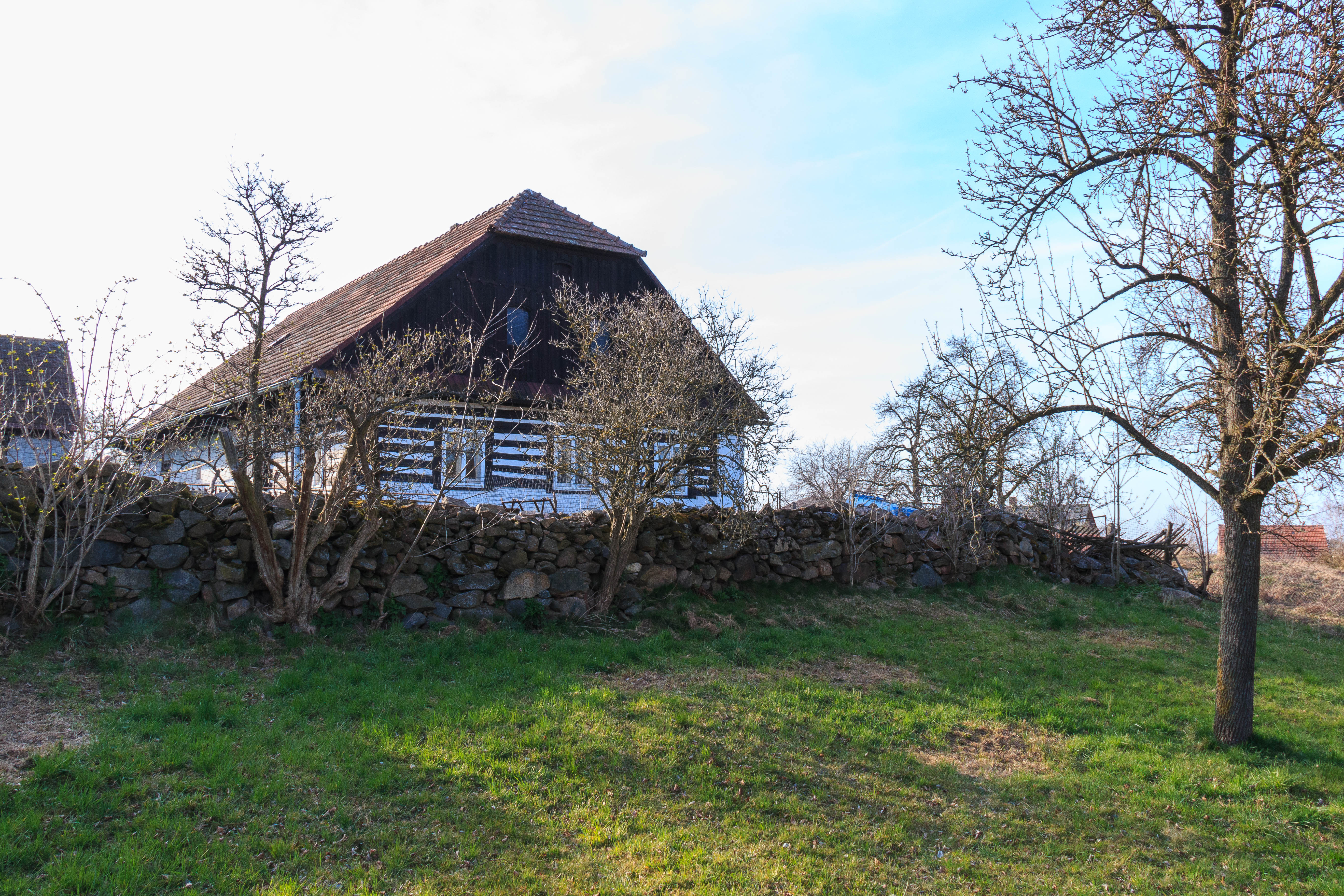
Stavení č.p. 43
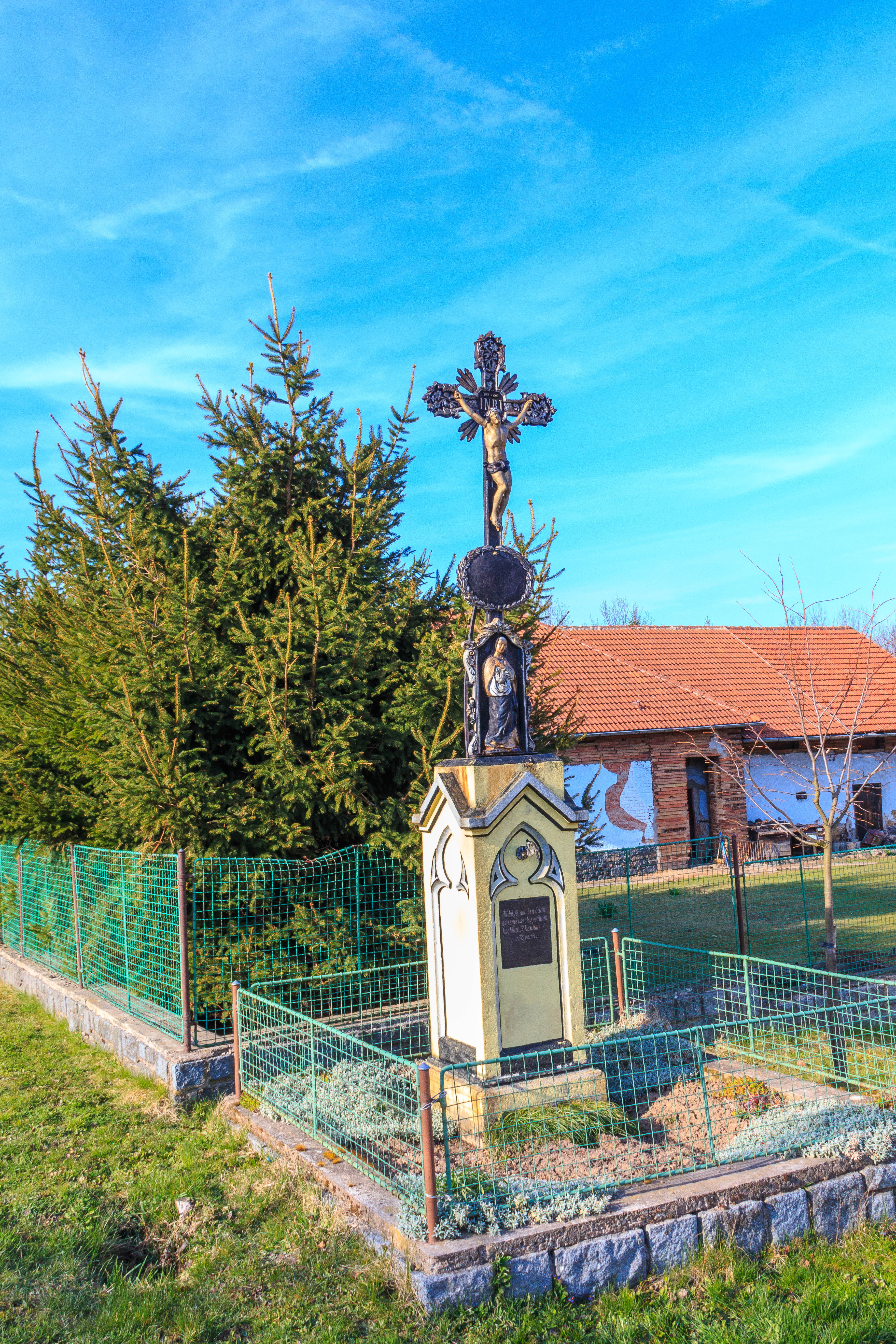
Křížek
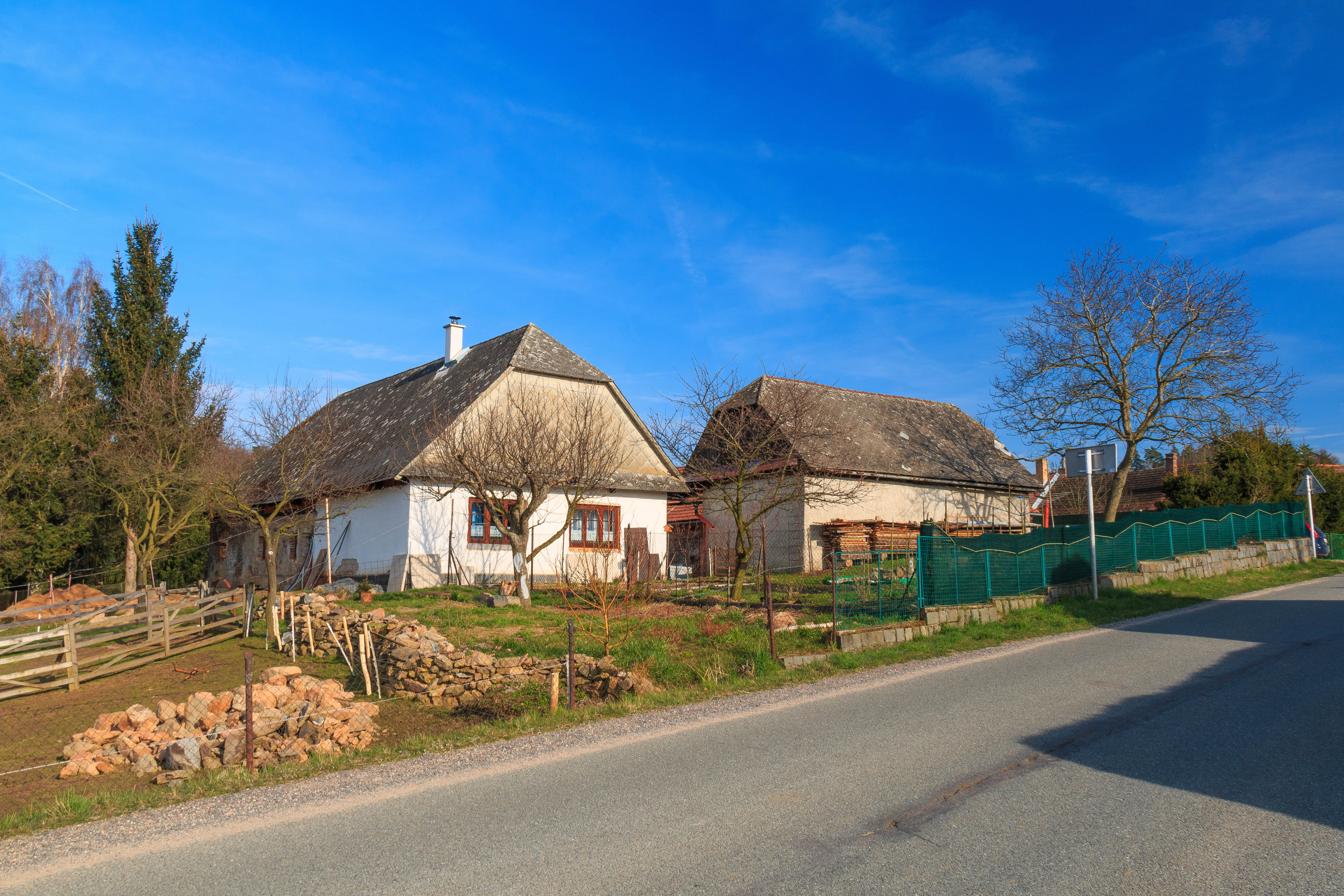
Stavení č.p. 15